# Classe Hayabusa (motocannoniera)
La classe Hayabusa è costituita da sei unità che hanno una funzione di difesa delle acque territoriali giapponesi dalle incursioni di navi spia. Esse possono operare fra le piccole e numerose isole dell'Oceano Pacifico grazie alle ridotte dimensioni, e sono dotate di grande potenza di fuoco.

## Storia

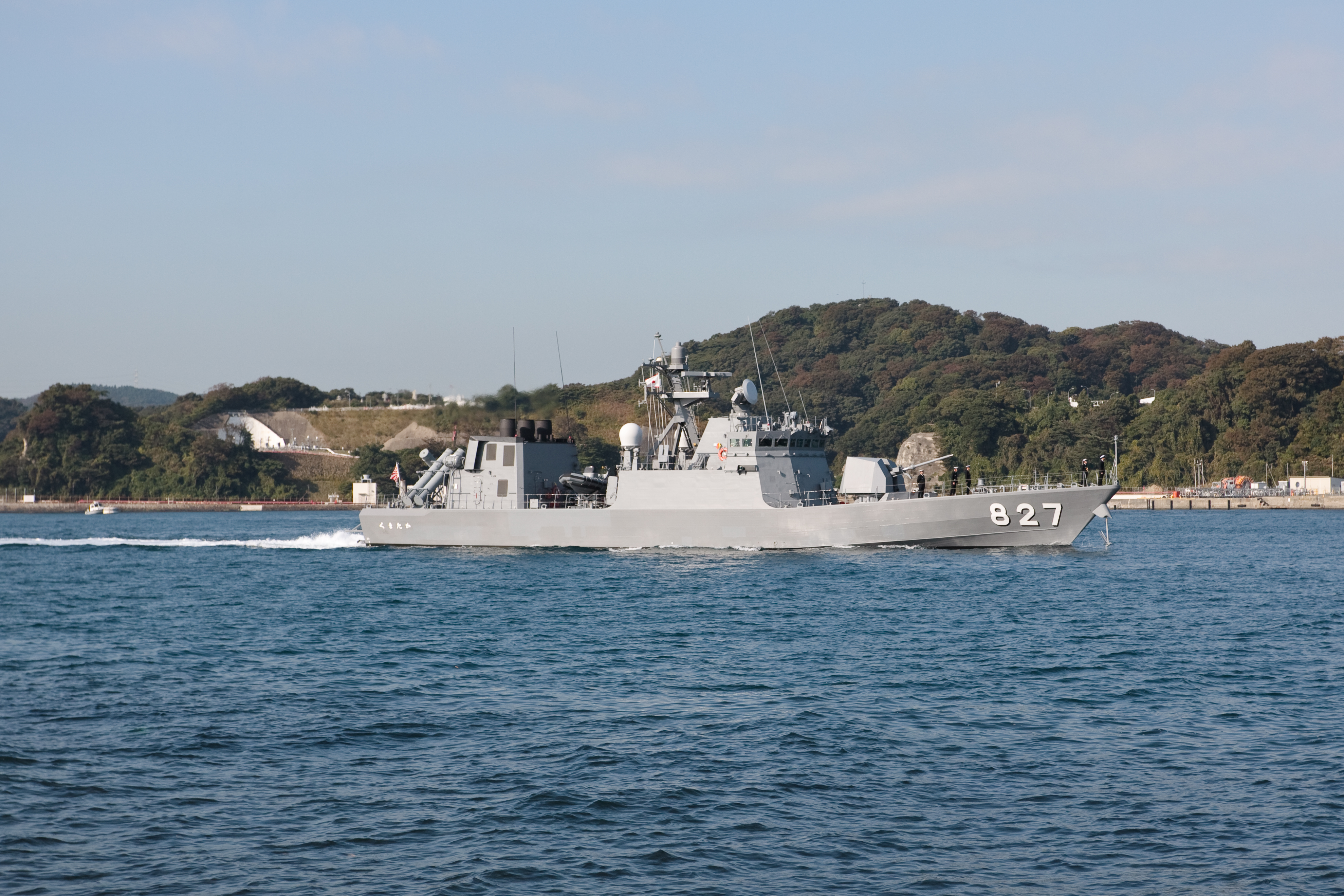
La Kumataka (PG-827) ripresa in velocità.

Concepiti per operare nel Mar Mediterraneo i tre aliscafi lanciamissili classe PG-1 (in lingua giapponese Ichigo gata misairu tei), entrati in servizio a partire dal 1993, non si rivelarono adatti ad operare nella particolari condizioni che caratterizzavano i mari che circondavano l'arcipelago giapponese. Dopo l'incidente che, il 23-24 marzo 1999, vide alcuni cacciatorpediniere della JMSDF inseguire e ingaggiare due imbarcazioni nordcoreane sorprese in attività di spionaggio nelle acque territoriali giapponesi al largo della penisola di Noto, prefettura di Ishikawa, fu evidente il bisogno di disporre di navi da combattimento di piccole dimensioni, più potenti della motovedette della Guardia Costiera (Kaijo Hoancho). Venne così deciso di costruire sei veloci motocannoniere lanciamissili, designate Classe Hayabusa, armate con un cannone OTO-Melara Super Rapido da 76/62 mm e 4 contenitori-lanciatori per missili antinave Mitsubishi SSM-1B. Queste unità sono state costruite tra il 2000 e il 2004, e sono entrate in servizio tra il 2002 e il 2004. La costruzione delle prime due fu approvata con l'anno fiscale 1999, e le altre quattro seguirono, a coppie, con gli anni fiscali 2000 e 2001.

## Caratteristiche tecniche

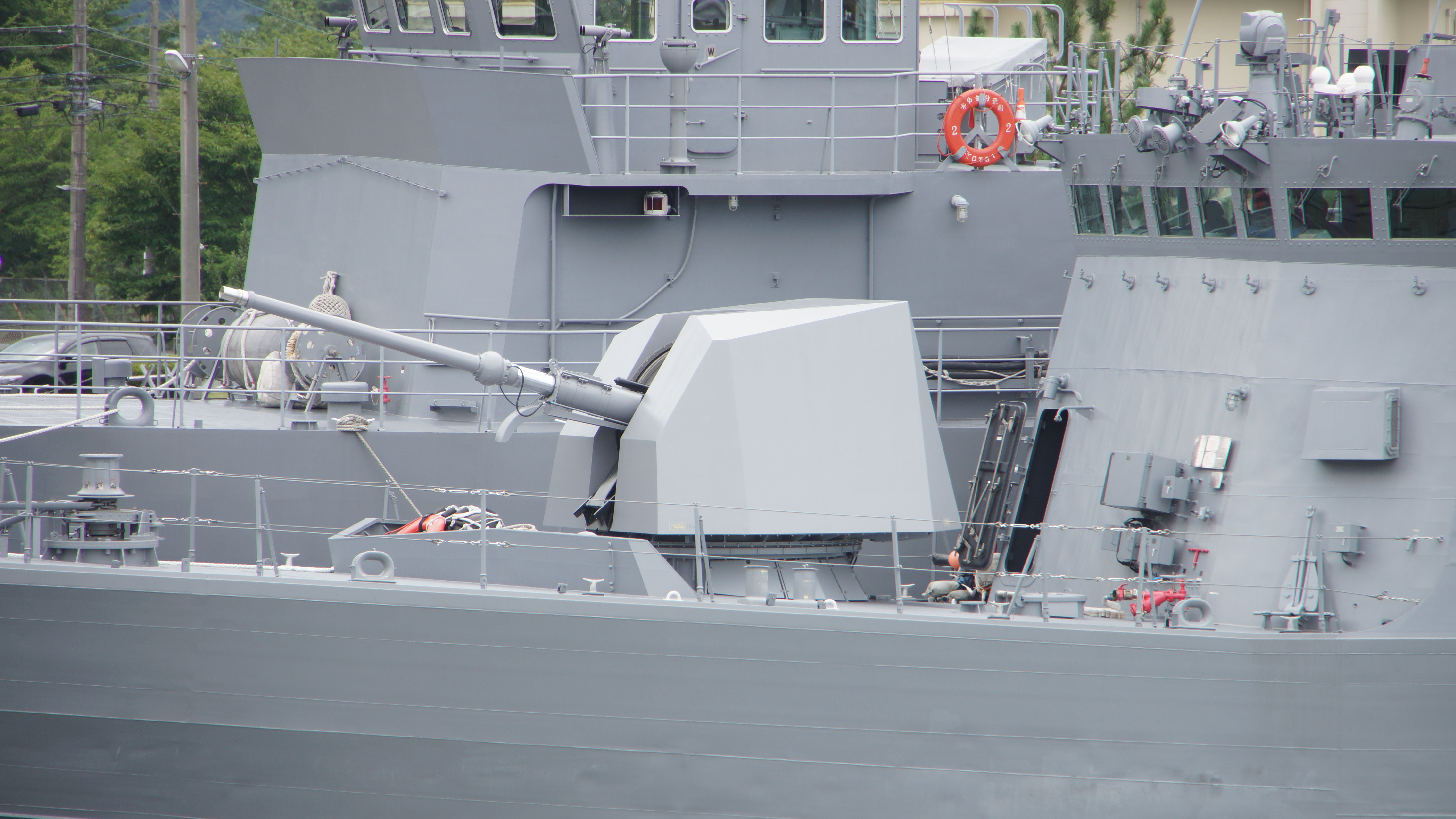
Il cannone OTO Melara SuperRapido 76/62 mm della Umitaka (PG-828) fotografata presso la base navale di Maizuru il 27 luglio 2017.

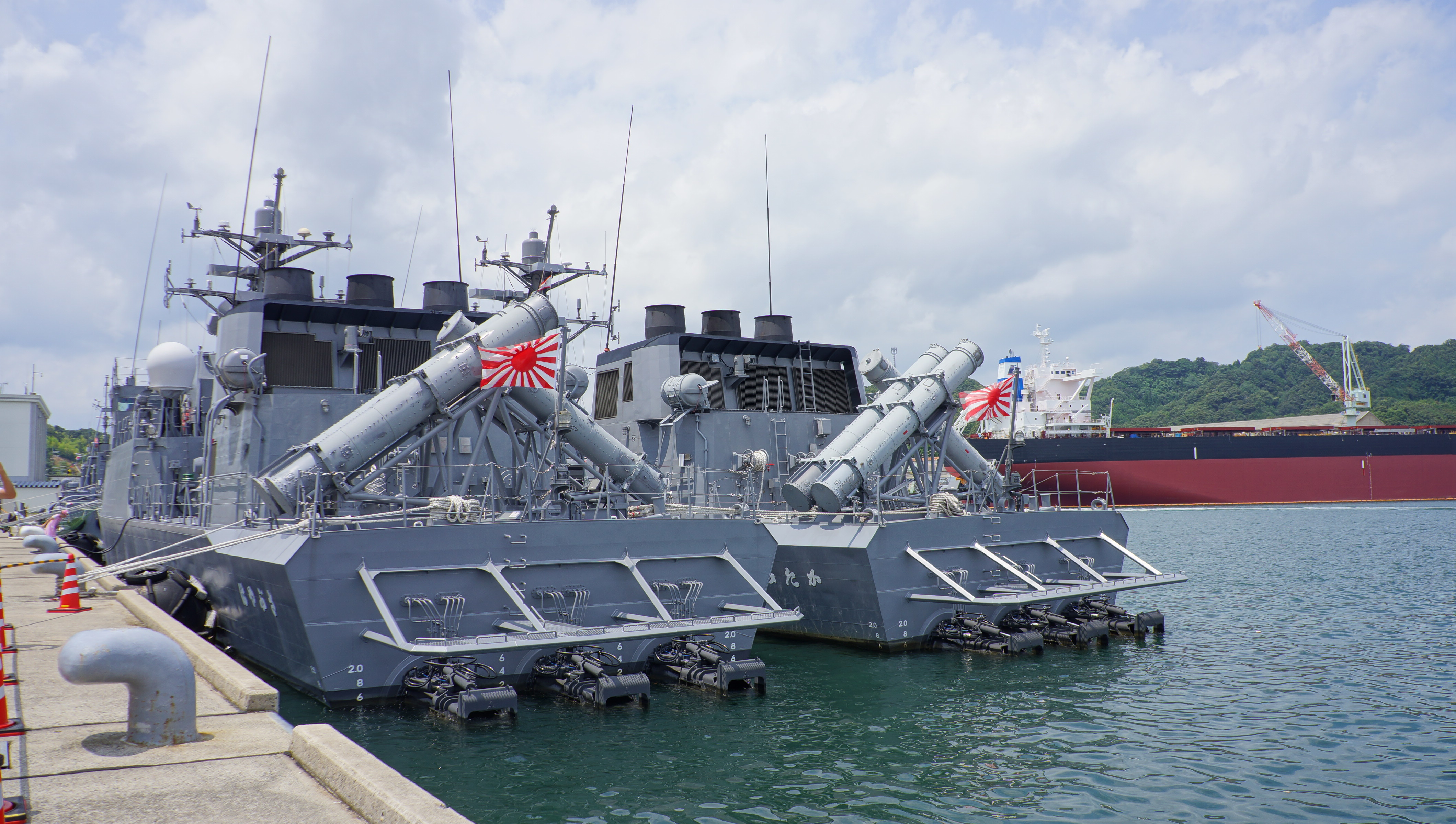
Le motomissilistiche Hayabusa (PG-824) e Kumataka (PG-828) fotografate presso la base navale di Maizuru il 27 luglio 2014.

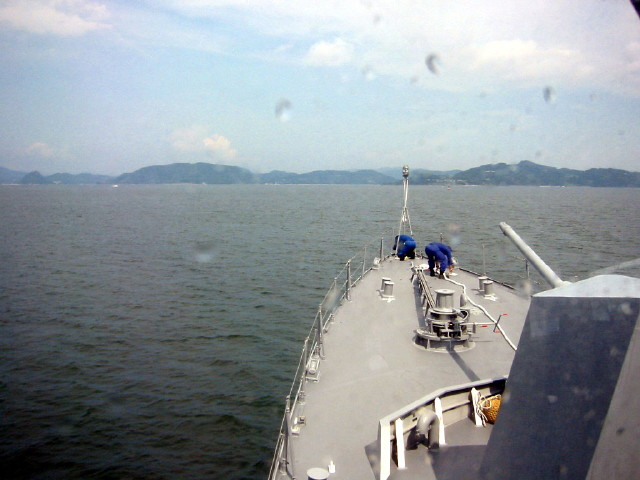
La Ōtaka (PG-826) in navigazione.

Le motocannoniere classe Hayabusa hanno scafo lungo e di forma slanciata, con fondo a forma di V al fine di favorire le elevate velocità e una rapida accelerazione. Le sovrastrutture hanno caratteristiche stealth, con inclinazione e altri accorgimenti che riducono la tracciabilità al radar.
L'apparato propulsivo e costituito da tre turbine a gas Ishikawajima-Harima-General Electric LM 500G07 eroganti la potenza complessiva di 16.200 CV,  che alimentano tre pump-jet orientabili al fine di conferire alla nave una grande manovrabilità.  La velocità massima raggiungibile e pari a 46 nodi.
La dotazione elettronica comprende un radar bidimensionale di scoperta di superficie Japan Radio Company OPS-18-3, con portata di 100 km, un radar di navigazione JRC OPS-20 in banda X, e con portata di 46 km. È presente un apparato optoelettronico di sorveglianza e tracciamento OAX-2 che fornisce immagini diurne e notturne, anche all'infrarosso. Il sistema di controllo del tiro e lo FCS-2-31C impiegato anche a bordo dei cacciatorpediniere. Vi è un apparato di guerra elettronica NORL-9B, una suite ESM (Electronic Support Measures), e due sistemi a tre canne per di lancio di chaff/flares Mk.137 SRBOC. Il sistema tattico Mitsubishi Electric OYQ-8B Tactical Data Processing System dotato di computer UNIVAC AN/UYK-44 che impiega un sistema Data Link 11 che consente i collegamenti con altre unità navali e con i velivoli da pattugliamento antisommergibile Lockheed P-3J Orion e Kawasaki P-1. Le comunicazioni satellitari prevedono l'impiego del collegamento Superbird. Il sistema di elaborazione delle informazioni OYQ-8B consente prestazioni C4I (Command, Control, Communication, Intelligence).
L'armamento si basa su un cannone OtoMelara SuperRapido da 76/62 mm, con cadenza di tiro di 120 colpi al minuto, 2 mitragliatrici per la difesa ravvicinata Browning M2 da 12,7 mm, 4 contenitori-lanciatori per missili superficie-superficie antinave Mitsubishi SSM-1B.

## Impiego operativo
Le sei unità della classe Hayabusa costituiscono 3 squadroni di motomissilistiche (designazione giapponese Misarutei tai), ognuno composto da 2 navi. La PG-824 Hayabusa e la PG-828 Umitaka prestano servizio presso il Daini misarutei tai di stanza alla base navale di Maizuru (prefettura di Kyoto), ed operano nel Mare del Giappone.
La PG-825 Wakatana e la PG-827 Kumataka sono assegnate al Daichi misarutei tai di stanza nella base navale di Ominato (prefettura di Aomori), nel nord dell'isola di Honshū, ed operano nello stretto di Tsuruga. La PG-826 Otaka e la PG-829 Shirataka sono in servizio presso il Dai san misairu tai di Sasebo (prefettura di Nagasaki), ed operano nel Mar Cinese Orientale potendo raggiungere anche l'area delle isole Ryukyu.

## Unità

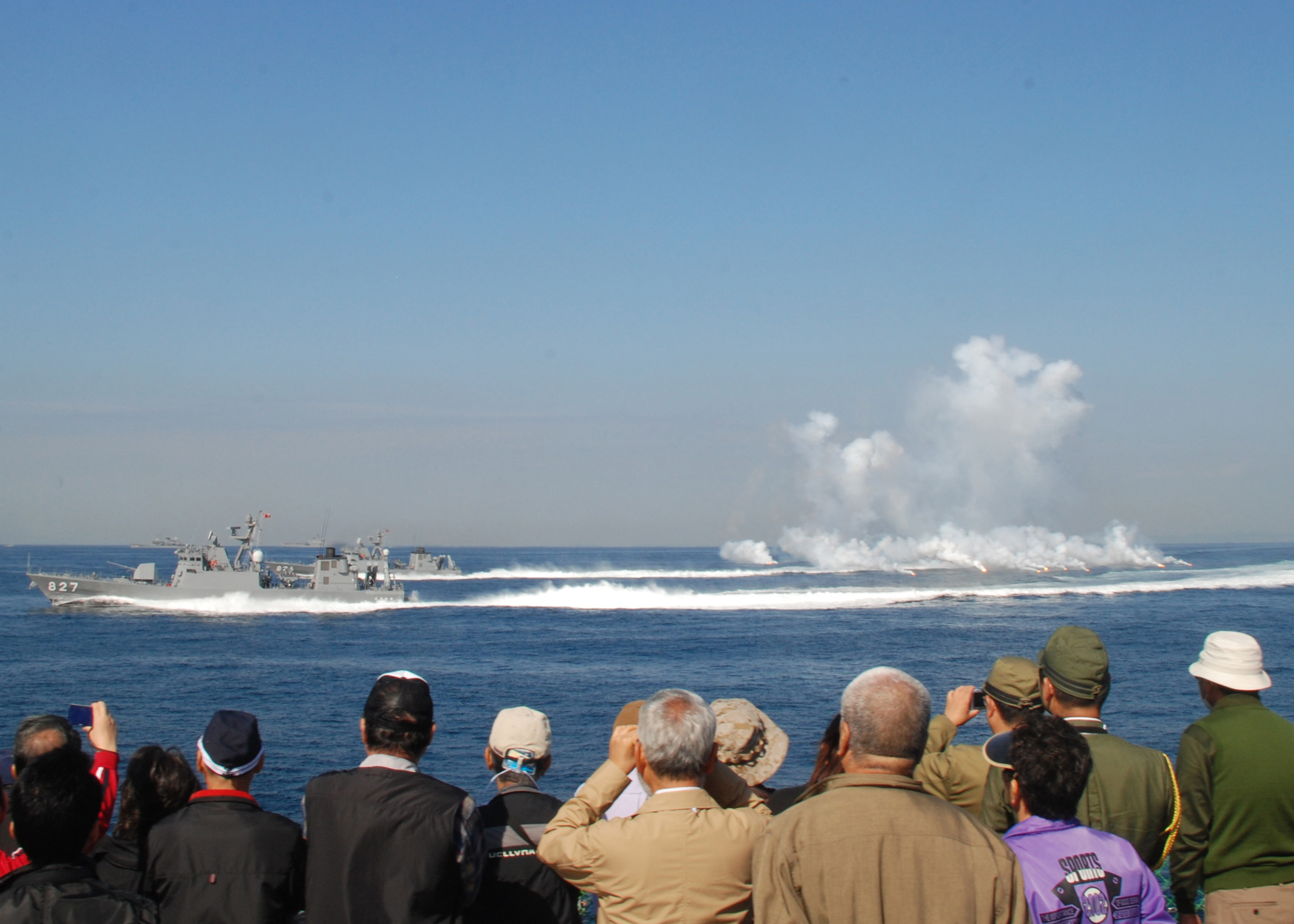
Le motocannoniere JS Kumataka (PG-827) e JS Ootaka (PG-826) in navigazione ad alta velocità durante le manovre del 2009.

| Nome      | Pennant number | Stato       | Cantiere navale                          | Impostazione     | Varo              | Ingresso in servizio |
| --------- | -------------- | ----------- | ---------------------------------------- | ---------------- | ----------------- | -------------------- |
| Hayabusa  | PG-824         | In servizio | Mitsubishi Heavy Industries, Shimonoseki | 9 novembre 2000  | 13 giugno 2001    | 25 marzo 2002        |
| Wakataka  | PG-825         | in servizio | Mitsubishi Heavy Industries, Shimonoseki | 9 novembre 2000  | 13 settembre 2001 | 25 marzo 2002        |
| Otaka     | PG-826         | In servizio | Mitsubishi Heavy Industries, Shimonoseki | 2 novembre 2001  | 13 maggio 2002    | 24 marzo 2003        |
| Kumataka  | PG-827         | In servizio | Mitsubishi Heavy Industries, Shimonoseki | 2 novembre 2001  | 13 agosto 2002    | 24 marzo 2003        |
| Umitaka   | PG-828         | In servizio | Mitsubishi Heavy Industries, Shimonoseki | 11 dicembre 2002 | 21 maggio 2003    | 24 marzo 2004        |
| Shiritaka | PG-829         | In servizio | Mitsubishi Heavy Industries, Shimonoseki | 11 dicembre 2002 | 8 agosto 2003     | 24 marzo 2004        |

### Fonti
1. 1 2 3  Martorella 2020, p. 58.
2. ↑  Martorella 2020, p. 59.
3. 1 2 3 4 5 6 7 8 9  Martorella 2020, p. 60.
4. 1 2 3 4  Naval-Technology.
5. 1 2  Martorella 2020, p. 61.
6. 1 2 3 4  Martorella 2020, p. 62.

### Periodici
- Cristiano Martorella, Le motocannoniere missilistiche Hayabusa, in Panorama Difesa, n. 399, Firenze, ED.A.I., agosto-settembre 2020,  pp. 58-65.